# Parajubaea sunkha
Espèce
Statut de conservation UICN

 EN B1ab(iii)c(iv)+2ab(iii)c(iv) : En danger
Parajubaea sunkha est une espèce de plantes de la famille des Arecaceae, de la sous-famille des Arecoideae et de la tribu des Cocoseae. C'est une espèce de palmiers à feuilles pennées sud-américaine. Elle est décrite en 1996 est originaire des forêts sèches de certaines vallées de Bolivie entre 1700 et 2 500 m dans la province de Vallegrande.  